# Entwicklung der Bildungsbeteiligung in der Bundesrepublik Deutschland
Die Geschichte der Bildungsbeteiligung in der Bundesrepublik Deutschland durchlief verschiedene Phasen.
 In der Nachkriegszeit war der Großteil der Kinder aus den unteren Schichten von einem Studium praktisch ausgeschlossen. Hieran änderte auch das „Düsseldorfer Abkommen“ 1955 nicht sehr viel, welches in erster Linie der einheitlichen Gestaltung des westdeutschen Bildungssystems diente und nur geringe Verbesserungen für die Situation von Schülern mit niedriger sozialer Herkunft vorsah. Mit der Konstatierung der „Bildungskatastrophe“ und dem „Hamburger Abkommen“ Mitte der 1960er Jahre wurden Weichen gestellt, die das Schulsystem durchlässiger gestalteten. Anfang und Mitte der 1970er Jahre kam es zu weitgehenden Veränderungen des Schulsystems unter dem Motto „Bildung für alle“, welches zu deutlichen Verschiebungen zugunsten der bis dahin bildungsbenachteiligten Schülern führte. Seit Mitte der 1980er Jahre ist allerdings wieder ein relativer Rückgang der unteren sozialen Schichten im Bildungssystem zu verzeichnen.

## Die Bildungsbeteiligung bis zur Diskussion der „Bildungskatastrophe“
Das Bildungssystem der Kaiserzeit, der Weimarer Republik und des Nationalsozialismus förderte eine heterogene Bildungspolitik, wobei die Schüler in Schultypen entsprechend ihrer vermeintlichen Leistung einsortiert werden. An der Reichsschulkonferenz 1920 konnten sich die Positionen der Linksparteien nach einer Überwindung des dreigliedrigen Schulsystems und der Zuordnung des Kindergartens zur Schule (das heißt verpflichtend für alle Kinder und mit einem Bildungsauftrag) statt zur Jugendwohlfahrt nicht durchsetzen. Professor Binder als Befürworter der Beibehaltung der Gymnasien äußerte sich hier folgendermaßen: „Je länger die geistig Kräftigsten und Anspruchsvollsten mit allen anderen, auch den Mittelmäßigen und den praktisch, nicht wissenschaftlich Begabten zusammen unterrichtet werden, um so mehr werden sie geistiger Zuchtlosigkeit und Schlaffheit verfallen“.
Nach der Befreiung vom nationalsozialistischen Regime setzen die Alliierten eine Kommission ein, die ergründen sollte, inwiefern das deutsche Bildungssystem dazu beigetragen hat, dass sich der Nationalsozialismus in Deutschland entfalten konnte. Die Zook-Kommission kam zu dem Schluss, dass die sehr frühe Einteilung des dreigliedrigen Schulsystems ein Standesdenken fördere, welches eine Untertanenmentalität hervorbringe. Daher empfahl die Kommission (Direktive 54 der Alliierten Kontrollbehörde) den Aufbau eines sozial gerechten Schulsystems „mit gleichen Bildungsmöglichkeiten für alle“:
- unentgeltliche Bildungsangebote und Unterstützung für Bedürftige
- die Ersetzung des alten Schultyps durch eine Einheitsschule. Diese sollte aus einer sechsjährigen Grundschule und darauf aufeinanderfolgende Abschnitte bestehen, jedoch nicht aus verschiedenen Schulformen
- die „gesamte Lehrerausbildung sollte an einer Universität oder einem Pädagogischen Institut von Universitätsrang erfolgen“.[3]

In den West-Sektoren wurde dieser Empfehlung nur sehr sporadisch nachgegangen und schließlich einigten sich 1955 die Kultusminister in der jungen Bundesrepublik für die Beibehaltung des alten Schulsystems.
In der Regel hieß es für Arbeiterkinder damit weiterhin, dass sie zur Volksschule gingen, um dann mit 14 einem Beruf als Arbeiter oder Arbeiterin nachzugehen. Während 1955/56 die Untere Unterschicht in der Bundesrepublik Deutschland 38,6 Prozent der Bevölkerung ausmachte, konnten innerhalb der Studierendenschaft nur 0,5 Prozent dieser Schicht zugeordnet werden. Eine ethnologische Untersuchung der kalifornischen Stanford University kam zu dem Schluss, dass der Unterricht für Arbeiterkinder Anfang der 1960er Jahre in Baden-Württemberg im Einüben normativer Sinnsprüche bestand. Diskretion und Takt von Lehrern gegenüber Arbeiterkindern gab es nur in Ausnahmefällen. Die Auswertung ergab weiterhin, dass Schüler in den Volksschulen regelmäßig geohrfeigt wurden: für schlampige Hausarbeiten, Streit, Widerworte, verschmutzte Kleidung, ungewolltes Beschädigen von Schulmaterial, schlechte Tischmanieren oder langsames Essen. Georg Picht brachte 1964 in einer Zeitschrift den Begriff Bildungskatastrophe ein, welcher für viel Wirbel sorgte und die Bildungsreform einläutete. Ralf Dahrendorf machte Mitte der 1960er Jahre auf diese Bildungsbenachteiligung in seiner Untersuchung Arbeiterkinder an deutschen Universitäten aufmerksam.
Wissenschaftstheoretische Grundlage der einsetzenden Reformen war vor allem die Soziolinguistik, insbesondere die Sprachbarrierenforschung Basil Bernsteins und – in der BRD – von Ulrich Oevermanns. Zudem wurde auf Grundlage des Schichtenmodells und der Rollentheorie argumentiert.
Mit der Rezession ab 1974 bildete sich das Bedürfnis der Wirtschaft nach einer „gebildeten Unterschicht“ aufgrund der beginnenden Massenarbeitslosigkeit zurück und angesichts „leerer Kassen“ in den Kommune-, Lands- und Bundesverwaltungen wurden Reformprojekte beendet.

## Reform der unteren Schulform ab Mitte der 1960er Jahre
In den 1960ern begann eine Professionalisierung der Lehrkräfte an Grund- und Volksschulen. Mit dem Hamburger Abkommen von 1964 wandelte sich die Oberstufe der Volksschule zur Hauptschule. Statt von den klassischen Allround-Volksschullehrern wurden die Schüler fortan von Fachlehrern unterrichtet. Darüber hinaus wurde Englisch als Pflichtfach eingeführt. Die achtjährige Volksschule wurde aufgelöst in die vierjährige Grundschule und die fünfjährige Hauptschule.
| Schülerzahlen der Volksschul-Oberstufe und Hauptschule                       | Schülerzahlen der Volksschul-Oberstufe und Hauptschule | Schülerzahlen der Volksschul-Oberstufe und Hauptschule | Schülerzahlen der Volksschul-Oberstufe und Hauptschule | Schülerzahlen der Volksschul-Oberstufe und Hauptschule |
| Schuljahr                                                                    | 1952/53                                                | 1962/63                                                | 1969/70                                                | 1995/96                                                |
| ---------------------------------------------------------------------------- | ------------------------------------------------------ | ------------------------------------------------------ | ------------------------------------------------------ | ------------------------------------------------------ |
| Schülerzahlen in Prozent                                                     | 79,3 %                                                 | 68;4 %                                                 | ca. 50 %                                               | 28,7 %                                                 |
| (Herbert Gudjons: Pädagogisches Grundwissen. 8. Auflage. Bad Heilbrunn 2003) |                                                        |                                                        |                                                        |                                                        |

Die Zahl der Volksschüler bzw. Hauptschüler hat sich seit den 1950er Jahren dramatisch verändert. Gingen Anfang der 1950er Jahre noch 4/5 der Schüler zur Volksschule, waren es Mitte der 1990er Jahre nicht einmal mehr ein Drittel. Allerdings sind die regionalen Unterschiede beachtlich. 1995 waren in Bayern 40,2 % der Schüler Hauptschüler, während dies in Berlin nur für 8,2 % zutrifft. Hier drückt sich neben unterschiedlichen Schulkonzeptionen auch eine Stadt-Land-Problematik aus.
In manchen Ländern, wie beispielsweise in Baden-Württemberg besteht in der letzten Klasse der Hauptschule (dort die 9. Klasse) eine Abwahlmöglichkeit für Englisch.

## Reform der Gymnasien
Mit dem Düsseldorfer Abkommen 1955 wurde Englisch statt Griechisch und Latein an Gymnasien verpflichtend. Dies führte zu einer gesellschaftlichen Öffnung.
1962 wurde auch an Gymnasien das Schulgeld abgeschafft. Mit der Reformierten Oberstufe und den damit entstehenden Aufbaugymnasien und Berufsgymnasien entstand für Schüler, die nicht ab der fünften Klasse ins Gymnasium wechselten, eine weitere Öffnung des Gymnasiums. Auch ermöglichte die Vielzahl der möglichen Kurswahlen in der Reformierten Oberstufe eine individuellere Berücksichtigung der persönlichen Bildungsbiografie, insbesondere stärker Einbringung von Vorkenntnissen im naturwissenschaftlichen Bereich, Erlernen einer 2. Fremdsprache beginnend mit Klasse 11 und Belegung von Fächern, die erst in Jahrgangsstufe 11 beginnen, wie z. B. Erziehungswissenschaften oder Psychologie. Dies stellte für Quereinsteiger in die Oberstufe eine deutliche Vereinfachung dar.
Anfang der 1970er Jahre wurden in einigen SPD-regierten Bundesländern auch Gesamtschulen eingeführt. Hierbei unterschieden sich die Gesamtschulen zwischen Koop-Gesamtschulen und Integrierten Gesamtschulen. An einem Volksbegehren 1978 in NRW scheiterte das Koop-Modell der Gesamtschule.
Zudem wurden in einigen Ländern ab der 5. Klasse die zweijährigen Orientierungsstufen angeboten. Diese wurden allerdings ab den 1990er Jahren zum Teil wieder rückgängig gemacht (beispielsweise in Niedersachsen 2004). Die in den 1970ern eingeführte BAföG-Förderung von Schülern der Gymnasialen Oberstufe wurde – noch unter Helmut Schmidt – 1981 weitgehend zurückgenommen.

## Reform der Hochschulen
Bis 1970 bestanden darüber hinaus Studiengebühren, die ebenfalls Arbeiterkinder von der Universität abschreckten. Erst die Bildungsreformen der 70er Jahre führten dazu, dass sich allmählich die Anzahl der Arbeiterkinder an Hochschulen von 6 % 1963 auf den Höhepunkt von 18 % 1982 steigerte. 1977 wurde der sogenannte Öffnungsbeschluss für Hochschulen vereinbart. 1971 in Hessen und 1972 NRW wurden Gesamthochschulen aufgebaut, welche eine Kombination von Universitäten und Fachhochschulen darstellten. Motivation hierfür war die Überwindung unterschiedlicher Zugangsvoraussetzungen (Abitur und Fachhochschulreife). Ursprünglich sollten in NRW sämtliche Hochschulen durch Gesamthochschulen ersetzt werden. Hiervon wurde jedoch bereits in den 1970ern Abstand genommen. 2003 wurden in NRW die Gesamthochschulen in Universitäten oder Fachhochschulen überführt.
Ausbildung der Lehrer: In Baden-Württemberg werden Grund-, Haupt- und Realschullehrer an Pädagogischen Hochschulen ausgebildet, in den übrigen Bundesländern findet die hochschulische Lehramtsausbildung ausschließlich an Universitäten und gleichgestellten Hochschulen statt. Trotzdem werden Lehrkräfte, die nicht in der Sekundarstufe II unterrichten, dem gehobenen Dienst zugeordnet.

## Finanzierungsfragen
BAföG: nach dem Bundesausbildungsförderungsgesetz erhielten ab Anfang der 1970er Jahre Studierende und Schüler der Oberstufen BAföG. Das Oberstufen-BAföG wurde jedoch seit 1981 fast völlig abgeschafft.
Unter Bildungsminister Jürgen Möllemann wurde das nunmehr fast ausschließlich Studierenden zustehende BAföG in ein Volldarlehen umgestellt.
Weitgehende Einschränkungen des BAföG wurden 1995 durch den Zukunftsminister Jürgen Rüttgers vorgenommen. Diese Einschränkungen führten dazu, dass die Regelförderdauer in einigen Studienfächern kürzer als die Regelstudienzeit war. 1998 war das BAföG nur noch für 13 Prozent der Studierenden eine (Teil)-Finanzierungsquelle. Für die Studienabschlussfinanzierung wurden dann lediglich verzinsliche Kredite angeboten. In Kombination mit den Langzeitstudiengebühren konnten die BAföG-Schulden, die bei 10.000 € gedeckelt wurden, zur erheblichen finanziellen Belastung werden.

## Systemkritik
Das dreigliedrige Schulsystem wird seit den ersten PISA-Studien 2003 international kritisiert (Kritik erfolgte von der UNICEF, der UNESCO, dem PISA-Koordinator, dem OECD-Präsidenten, der EU-Kommission und der EU-Bildungsministerin und vom Menschenrechtsbeobachter für Bildung von den Vereinten Nationen). Dennoch stieg laut dem Bundesamt für Statistik die Zahl der Schüler und Schülerinnen, die ihre Schulbildung im dreigliedrigen Schulsystem erhalten von 2000 bis 2007 um 18 % an.

## Internationaler Vergleich
Mittels der International Standard Classification of Education werden internationale Daten zur Bildung erhoben und im jährlichen Bericht Bildung auf einen Blick veröffentlicht.